# Pieter Stevens (kunstschilder)
Pieter Stevens (Mechelen, circa 1567 - Praag, na 1624) was een Zuid-Nederlands kunstschilder actief aan het hof van keizer Rudolf II in Praag.

## Biografie
Rond 1589 was Stevens vrijmeester van de Sint-Lucasgilde in Antwerpen. Zijn vroegst bekende werken zijn gedateerd rond 1591. Het gaat om primitieve werken die Italiaanse monumenten tonen, mogelijk kopieën naar Jan Breughel de Oude, wat doet veronderstellen dat Stevens in die periode Italië bezocht. Hij was leermeester van Maurus Moreels de Jongere (1585 ‍ - 1647).
In 1594 werd Stevens als hofschilder aangesteld van keizer Rudolf II in Praag. Hij schilderde landschappen waarbij hij was beïnvloed door de stijl van Paul Bril. Hij werkte samen met andere kunstenaars (zo schilderde hij de achtergrond voor een rustende Diana van Dirck de Quade van Ravesteyn (circa 1603-1605)) en schilderde ook  meubelversieringen. Ook zijn zoon Anton Stevens von Steinfels (circa 1608 - circa 1675) was actief als kunstschilder aan het hof in Praag.
Van 1620 tot 1624 werkte Pieter Stevens voor prins Karel I van Liechtenstein.